# Giuseppe Bertini

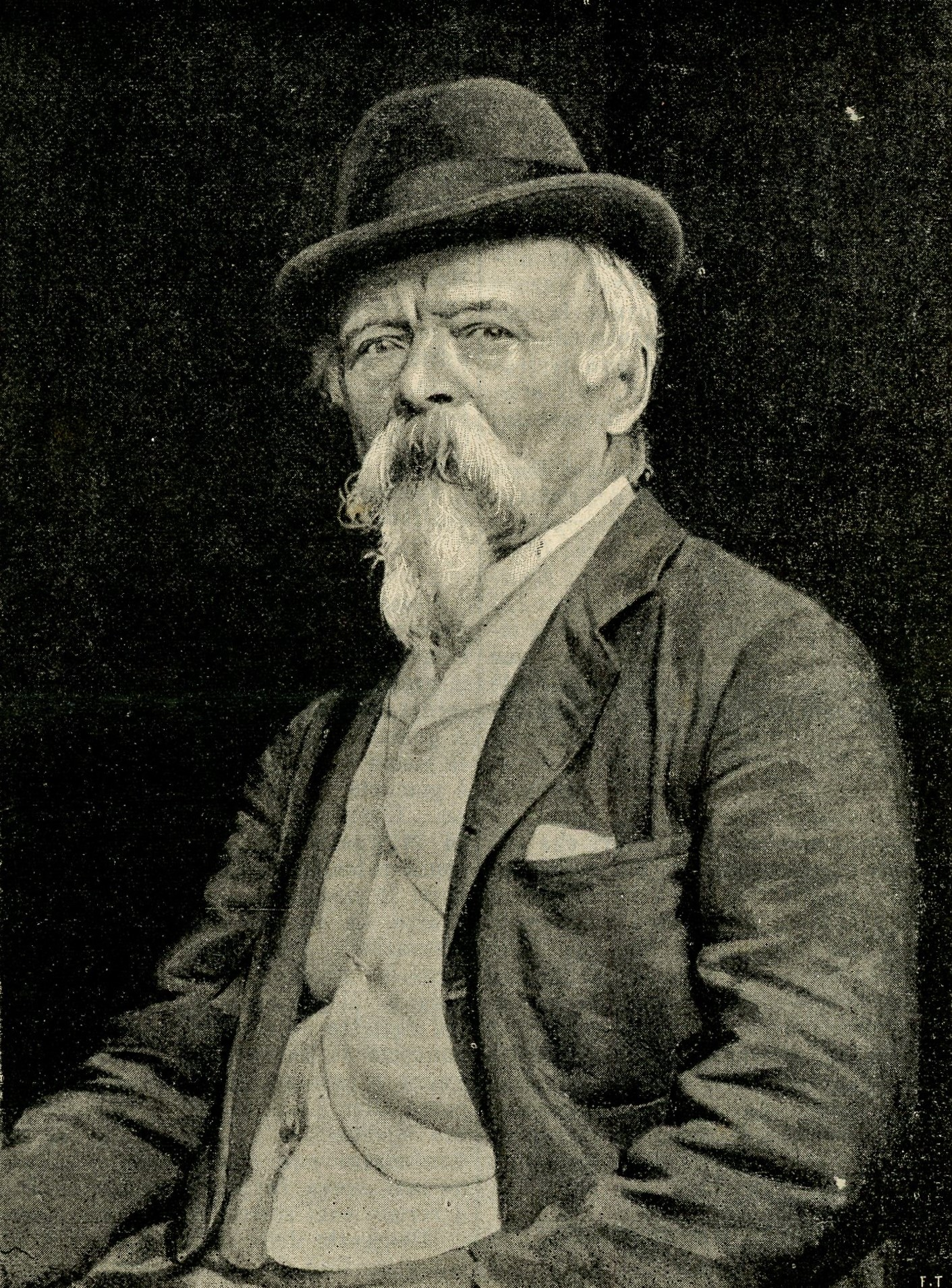
Giuseppe Bertini

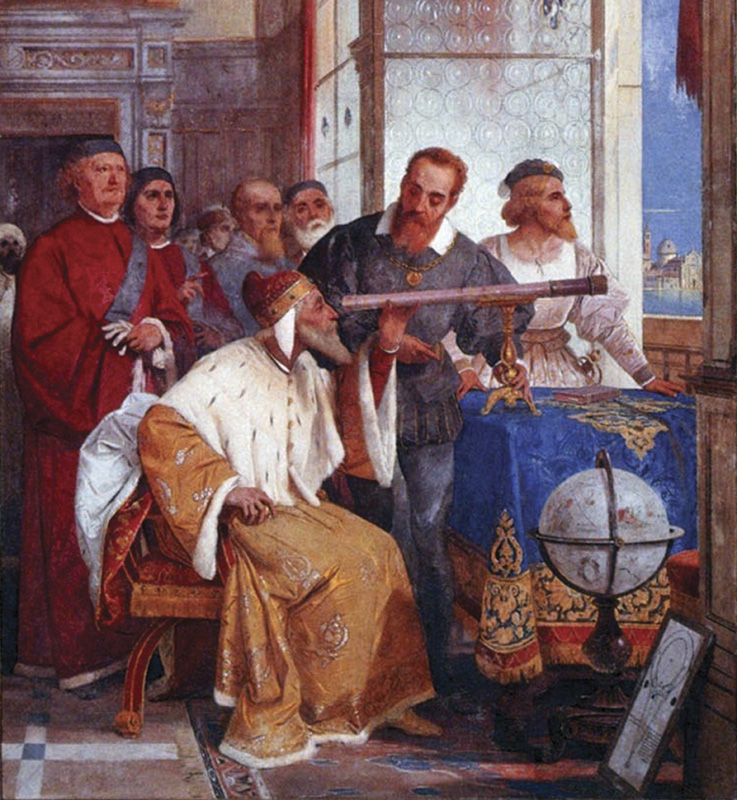
Galileo visar dogen av Venedig hur man använder teleskopet, fresk av Giuseppe Bertini.

Giuseppe Bertini, född den 11 december 1825 i Milano, död där den 24 november 1860, var en italiensk konstnär.
Bertin studerade vid konstakademin i sin hemstad och blev professor där 1860. Som professor utövade han ett stort inflytande över samtidens lombardiska måleri. Bertini arbetade i olja, fresk och glasmåleri.